# Найбільші готелі світу
Готе́ль — будинок із мебльованими кімнатами для короткочасного проживання приїжджих. Залежно від рівня готелю, в ньому можуть бути додаткові послуги — ресторани, кафе, бари, бібліотеки, спортзали, сауни та інше.

## Класифікація готелів
Готель — це основне підприємство індустрії гостинності, метою діяльності якого є прийом, обслуговування, забезпечення відпочинку і харчування відвідувачів.
За розміром (місткістю) готелі поділяються на:
- малі (до 100–150 номерів),
- середні (від 100 до 300–400 номерів),
- великі (від 300 до 600–1000 номерів),
- гігантські (понад 1000 номерів).

## Клас готелю
Клас готелю або пансіонату визначається, зазвичай, за стандартною, прийнятою в даній країні (або регіоні, економічній зоні) системою класифікації і підтверджується сертифікатом, який видається спеціальним органом, сертифікаційною або іншою палатою.
Враховуючи всі фактори, що впливають на якість послуг, зручності номерного фонду, готелі відрізняються:
- за якістю будівництва й оздоблення будівлі, архітектурою,
- за наявністю місць загального користування, ресторанів, барів, кафе, побутових служб,
- за кваліфікацією персоналу,
- за рівнем сервісу.

Готелі вищого класу мають розкішні багатокімнатні номери, надають велику кількість послуг (ресторани, бібліотеки, спортзали, ліфти, бари, сауни і ін.) і відповідно встановлюють ціну за свої послуги.
Нині існує близько 30-ти різноманітних систем класифікації готелів:
- система зірок,
- система балів,
- система букв (A, B, D, C),
- система «корон» або «ключів».

Найпоширенішою серед них є п'ятизіркова система класифікації, що базується на французькій національній класифікації. Вимоги до «зіркової» класифікації неоднакові в різних країнах.
Бальна, або індійська, система класифікації готелів передбачає поділ готелів на 5 категорій:
- 1 зірка — 100 балів,
- 2 зірки — 150 балів
- 3 зірки — 200 балів і т. д.

У Великій Британії в системі використовується класифікація готелів на «корони», «ключі», «сонця», «алмази» та ін.
Система букв (A, B, D, C) використовується у Греції.

## Найбільші готелі у світі
1. The Venetian Hotel (Лас-Вегас, США)
7117 номерів пропонує до послуг туристів The Venetian Hotel, що розташований у самому серці ігрової столиці світу на бульварі Лас-Вегас стріп. У трьох вежах цього готелю розміщені зменшені копії знаменитих пам'яток Венеції: Палацу дожів, Великого каналу, собору св. Марка.
2.MGM Grand (Лас-Вегас, США)
Номерів у готелі 5044. Вартість однієї ночі починається від $350.
3. First World Hotel (Гентінг, Малайзія)
Цей тризірковий готель, розташований в місті Гентінг на вершині гори Тітівангса.
Різнобарвний комплекс складається з двох 28-поверхових веж, в яких налічується 6118 номерів, десяток ресторанів, безліч барів та кафе, фітнес-клуби, торговельно-розважальний комплекс з 80 бутіками та величезним кінотеатром, два великих парки розваг, американські гірки, міні-діснейленд, стіна для скелелазіння.
4. Ізмайлово (Москва, Росія)
Найбільшим готелем світу є тризірковий комплекс Ізмайлово в Москві. Він може вмістити майже 15 тисяч людей. Номерів у всьому комплексі нараховується 5000. Ізмайлово розділене на 4 окремих корпуси: Альфа, Бета, Вега і Гамма-Дельта. Їх відмінність у вартості номерів і рівні обслуговування.
5. Luxor Hotel&Casino (Лас-Вегас, США)
Готель є копією знаменитої піраміди Хеопса.